# Banco Excel-Econômico
O Banco Excel-Econômico foi um banco brasileiro de propriedade de Ezequiel Nasser fundado em 1990 como Banco Excel. No ano de 1996 adquire o Banco Econômico (que passava por dificuldades financeiras) com o auxílio do governo federal através do Proer, mudando sua denominação para Banco Excel - Econômico. Em 1997, entra no futebol patrocinando o Corinthians, o Botafogo, o Vitória e o América-MG. Após passar por dificuldades financeiras foi adquirido em 1998 pelo Banco Bilbao Vizcaya.
Até hoje existem controvérsias quanto ao valor pago pelo Banco Bilbao Vizcaya. Enquanto que em 1998 se dizia que o BBV pagou a quantia de US$ 500 milhões pelo controle acionário do Excel, em 2004 fora denunciada uma quantia simbólica de R$ 1489.